# 木藤年延
木藤 年延（きふじ としのぶ、生没年不詳）とは、明治時代の浮世絵師。

## 来歴
月岡芳年の門人、東京の人。明治4年（1871年）の芳年の作に「校合」や「助筆」の名目で名がみられ、また明治31年（1898年）建立の月岡芳年翁之碑にも「芳年門人」の中に「木藤年延」とあるが、その他の経歴や作については不明。

## 作品
- 「東京料理頗別品　芝金杉　三島屋」　大判錦絵揃物の内　ボストン美術館所蔵　※芳年画、明治4年。「校合 年延」とあり
- 「高縄鉄道之図」　大判錦絵3枚続　静岡県立中央図書館所蔵　※同上。「助筆　年延」とあり